# Specie di Diguetidae
Di seguito sono descritte le 13 specie e 2 sottospecie della famiglia di ragni Diguetidae note a giugno 2013.

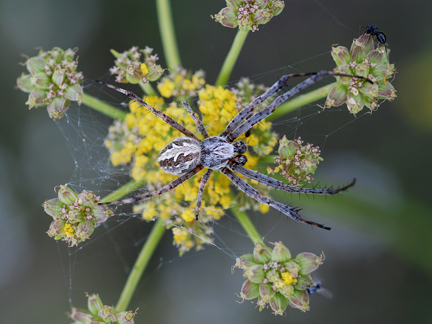
Diguetia canities, in agguato

## Diguetia
Diguetia Simon, 1895
- Diguetia albolineata (O. P.-Cambridge, 1895) — USA, Messico
- Diguetia andersoni Gertsch, 1958 — USA
- Diguetia canities (McCook, 1889) — USA, Messico 
  - Diguetia canities dialectica Chamberlin, 1924 — Messico
  - Diguetia canities mulaiki Gertsch, 1958 — USA
- Diguetia catamarquensis (Mello-Leitão, 1941) — Argentina
- Diguetia imperiosa Gertsch & Mulaik, 1940 — USA, Messico
- Diguetia mojavea Gertsch, 1958 — USA
- Diguetia propinqua (O. P.-Cambridge, 1896) — Messico
- Diguetia signata Gertsch, 1958 — USA
- Diguetia stridulans Chamberlin, 1924 — Messico

## Segestrioides
Segestrioides Keyserling, 1883
- Segestrioides badia (Simon, 1903) — Brasile
- Segestrioides bicolor Keyserling, 1883 — Perù
- Segestrioides copiapo Platnick, 1989 — Cile
- Segestrioides tofo Platnick, 1989 — Cile